# Durskalaen
En durskala (latin) er en skala, der hører til en durtoneart. Durskalaen har en lysere og lettere klang end modsætningen – molskalaen. Dur- og molskalaerne anvendes mest i vestlig populærmusik (og altså ikke i for eksempel gammel kirkemusik, orientalsk musik og andre musikstile, der er forskellige fra den mest hørte musik i vesten). Skalaen har tidligere, hvor man anvendte skalaer med udgangspunkt fra alle toner, haft navnet ionisk skala, men har, efter dur-mol-tonaliteten er blevet populær, ændret navn.

Hør en F-durskala her: 

## Opbygning
Skalaen er opbygget som følger:

1-1-½-1-1-1-½

Talene angiver om afstanden fra den ene til den anden tone er en hel eller en halv.
Tonerne i durskalaen har navne:
do, re, mi, fa, sol, la, si,  er de italienske navne på noderne c, d, e, f, g, a, h. Brugen af navnene på denne måde kaldes Absolut solmisation, og stammer fra et vers brugt i gregoriansk kirkemusik.
Men navnene bruges også for trin i tonearterne i stedet for til bestemte toner. Således at toneartens grundtone altid benævnes do. Brugen af navnene på denne måde kaldes Relativ solmisation.
1. tone = do

2. tone = re

3. tone = mi

4. tone = fa

5. tone = sol

6. tone = la

7. tone = bi 

## C-durskala
C-durskalaen er betegnelsen for en durskala som har tonen C som tonika eller grundtone. Den består, som alle andre durskalaer, af en bestemt rækkefølge af hel- og halvtonetrin også kaldet store og små sekunder. Denne såkaldte durformel: 2 heltonetrin + 1 halvtonetrin + 3 heltonetrin + 1 halvtonetrin danner således en tonerække eller tonetrappe fra tonen C til det C som ligger en oktav højere. 
I C-durskalaen bliver denne trappe af sekunder til følgende toner: C-D-E-F-G-A-H-C (H hedder B uden for Nordeuropa).